# Торос Рослин
Торо́с Росли́н (арм. Թորոս Ռոսլին) — армянский художник-миниатюрист второй половины XIII века, крупнейший мастер киликийской школы миниатюры.

## Биография
Работал в монастыре Ромкла. Сохранилось 7 подписных рукописей Тороса Рослина, исполненных им в 1256—1268 годах, в том числе так называемое Малатийское евангелие (1268, Матенадаран, Ереван).
В творчестве Тороса Рослина, знаменующем собой вершину в развитии всей армянской книжной миниатюры, нашли яркое отражение черты нового мышления, во многом отошедшего от средневековых мировоззренческих представлений. Характерные черты произведений Тороса Рослина — чёткость композиционных решений, особая ясность трактовки пространства (достигаемая применением отдельных приёмов прямой перспективы), богатство орнаментики, изысканность колорита (в котором яркие пятна локального цвета гармонично сочетаются со сложными смешанными тонами), благородство и сдержанность образного строя. Наделяя позы своих персонажей жизненностью и динамикой, стремясь дифференцировать их характеры и душевные состояния, Торос Рослин отчасти преодолевал традиционную для средневекового искусства условность в трактовке образа человека.
Почти вся его деятельность связана со скрипторием Ромклы — крепости, а также резиденции католикоса Констандина I Бардзрбердци (период правления — 1221—1267), находившейся неподалёку от Эдессы, в пограничной с Киликией части северной Месопотамии.
К подписным, бесспорно связанным с рукою Рослина кодексам принадлежат евангелие 1260 и 1262 (оба — в собрании армянского патриаршества — католикосата — в Иерусалиме); Евангелие Зейтуна(1256) и Евангелие Малатии(1267—1268; оба — в Матенадаране, Ереван); Евангелие Себастии (1262, галерея Уолтерс, Балтимор, США). Вне Ромклы, в Сисе, столице тогдашней Киликии, мастером был переписан и украшен Маштоц (Требник) 1266 (в собрании католикосата в Иерусалиме). Помимо этого несколько манускриптов приписываются Рослину или его мастерской на основании стилистических аналогий. Всего же «рослиновский» круг включает около 400 миниатюр.

## Произведения
Все подписные манускрипты Рослина были созданы в 1256—1268 годах.
1. 1256: «Евангелие Зейтуна» (Zeytun Gospel), Ереван, Матенадаран (MS No. 10450)
2. 1260: Евангелие, (MS No. 251), Иерусалим, библиотека Армянского патриархата
3. 1262: «Евангелие Себастии» (Sebastia Gospel), Baltimore, Walters Gallery (MS No. 539)
4. 1262: Евангелие (MS No. 2660), Иерусалим, библиотека Армянского патриархата.
5. 1265: Евангелие (MS No. 1965), Иерусалим, библиотека Армянского патриархата.
6. 1266: «Маштоц» (Требник) (Mashtots (Ritual)) (MS No. 2027), Иерусалим, библиотека Армянского патриархата.
7. 1267—1268: «Евангелие Малатии» (Malatia Gospel), Ереван, Матенадаран (MS No. 10675, formerly No. 3627)

Атрибутируются:
- 1265: Gospel of Princess Keran
- 1272: Gospel of Queen Keran (MS No. 2563), Иерусалим, библиотека Армянского патриархата.
- Gospel from the Matenadaran
- Gospel of Prince Vasak , Washington, Freer Gallery of Art (MS No. 2568)
- Gospel of Gagik of Kars, Иерусалим, библиотека Армянского патриархата

Всего «рослиновский» круг включает около 400 миниатюр.

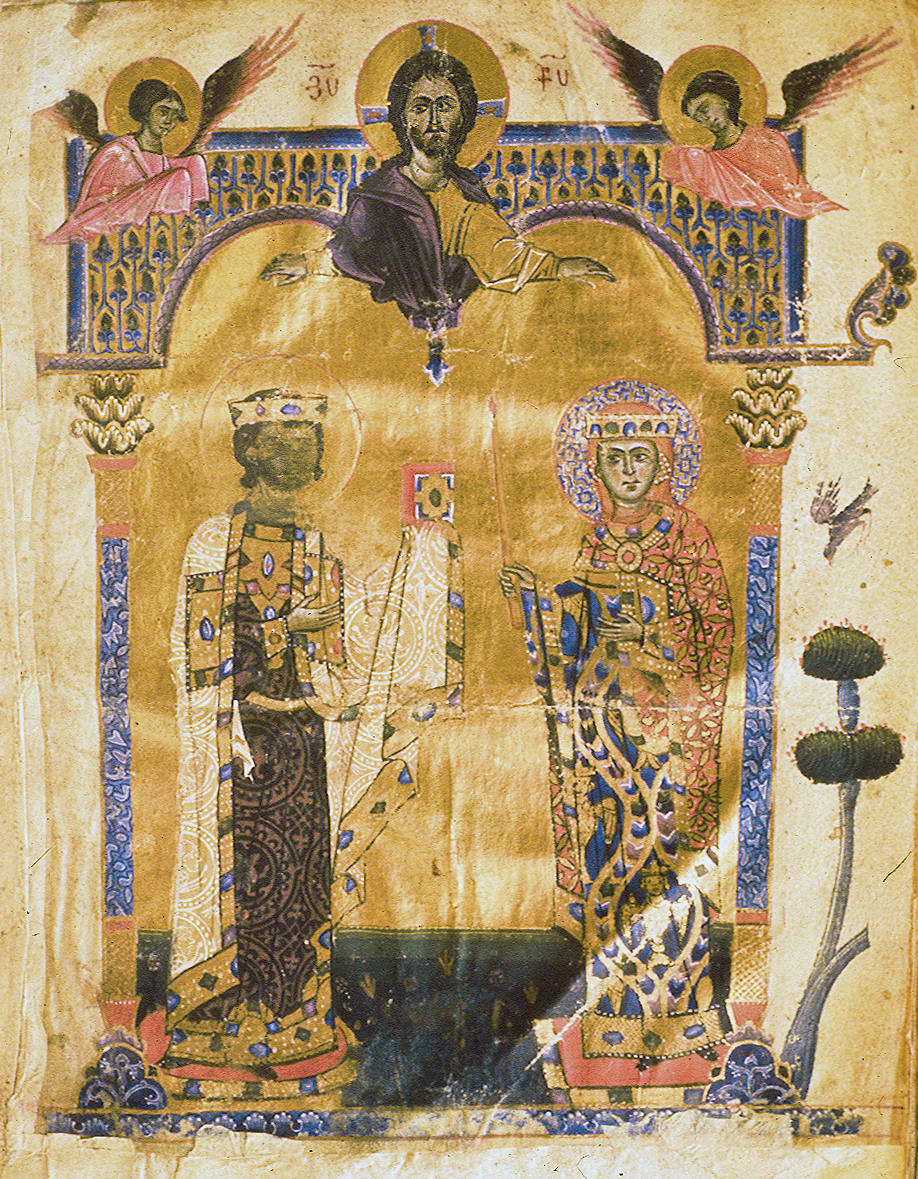
Портрет Левона и Керан
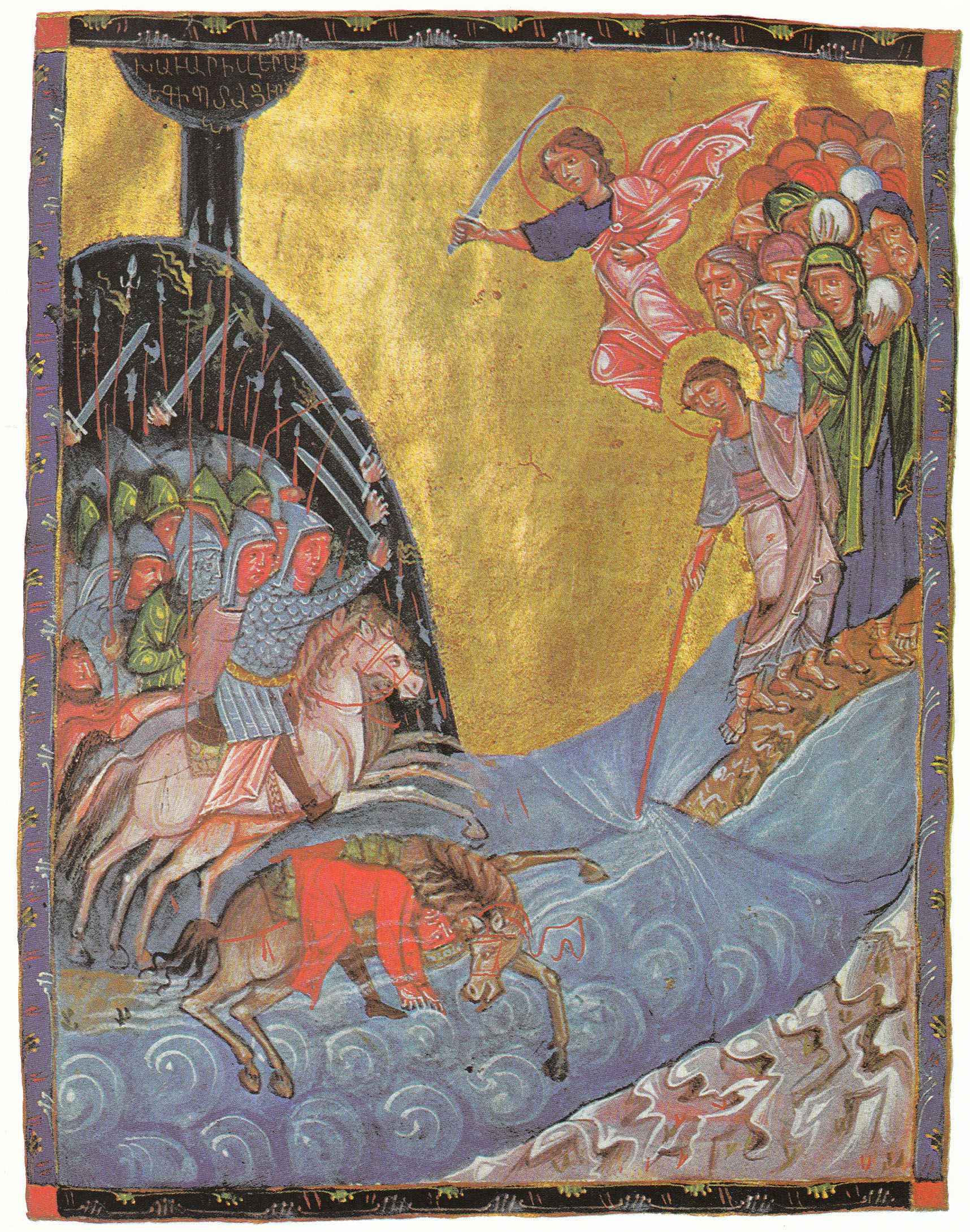
Переход через Красное море